# Hockey sur glace aux Jeux olympiques de 2022
Navigation
Pyeongchang 2018 Milan-Cortina 2026
Les tournois de hockey sur glace aux Jeux olympiques de Pékin ont lieu du 4 au 20 février 2022.
Le tournoi masculin voit douze équipes s'affronter tandis que le tournoi féminin est composé de dix équipes pour la première fois de son histoire.

## Qualifications
Pour la première fois dans l'histoire des Jeux olympiques, dix équipes sont sélectionnées pour jouer le tournoi féminin (auparavant, seulement huit étaient en lice) .
Les qualifications pour les tournois féminin et masculin sont déterminées par :
- le pays hôte qui est automatiquement qualifié.
- le classement IIHF établi à l'issue des derniers championnats du monde. Huit places sont proposées pour les premiers du championnat du monde masculin 2019 et six places auraient dû être proposées à l'issue du championnat du monde féminin 2020. Ce dernier ayant été annulé à cause de la crise sanitaire du Covid19, l'IIHF a décidé de retenir les six nations les mieux classées à l'issue de la saison 2020.
- trois places issues des tournois de qualification olympiques (TQO).

| Mode de sélection            | Dates                      | Lieux                 | Nombre de places | Qualifiés                                                      |
| ---------------------------- | -------------------------- | --------------------- | ---------------- | -------------------------------------------------------------- |
| Pays organisateur            | 17 mai 2018                | Copenhague, Danemark  | 1                | Chine                                                          |
| Classement mondial IIHF 2019 | 31 mars 2016 – 26 mai 2019 | -                     | 8                | Canada ROC Finlande Suède Tchéquie États-Unis Allemagne Suisse |
| Tournois de qualification    | 26 au 29 août 2021         | Bratislava, Slovaquie | 1                | Slovaquie                                                      |
| Tournois de qualification    | 26 au 29 août 2021         | Riga, Lettonie        | 1                | Lettonie                                                       |
| Tournois de qualification    | 26 au 29 août 2021         | Oslo, Norvège         | 1                | Danemark                                                       |
| Total                        |                            |                       | 12               |                                                                |

| Mode de sélection            | Dates                            | Lieux                | Nombre de places | Qualifiés                                   |
| ---------------------------- | -------------------------------- | -------------------- | ---------------- | ------------------------------------------- |
| Pays organisateur            | 17 mai 2018                      | Copenhague, Danemark | 1                | Chine                                       |
| Classement mondial IIHF 2020 | 12 décembre 2016 – 10 avril 2020 | -                    | 6                | États-Unis Canada Finlande ROC Suisse Japon |
| Tournois de qualification    | 11 au 14 novembre 2021           | Chomutov, Tchéquie   | 1                | Tchéquie                                    |
| Tournois de qualification    | 11 au 14 novembre 2021           | Füssen, Allemagne    | 1                | Danemark                                    |
| Tournois de qualification    | 11 au 14 novembre 2021           | Luleå, Suède         | 1                | Suède                                       |
| Total                        |                                  |                      | 10               |                                             |

## Tournoi féminin

### Tour préliminaire
Les dix équipes sont divisées en deux groupes pour le tour préliminaire avec les cinq meilleures équipes au monde dans le groupe A et les cinq autres dans le B. Les cinq équipes du groupe A et les trois meilleures du groupe B avancent en quart de finale . 
| Clt   | Équipe     | PJ | V | VP | D | DP | BP | BC | Diff | Pts |
| ----- | ---------- | -- | - | -- | - | -- | -- | -- | ---- | --- |
| +001, | Canada     | 4  | 4 | 0  | 0 | 0  | 33 | 5  | +28  | 12  |
| +002, | États-Unis | 4  | 3 | 0  | 1 | 0  | 20 | 6  | +14  | 9   |
| +003, | Finlande   | 4  | 1 | 0  | 3 | 0  | 10 | 19 | -9   | 3   |
| +004, | ROC        | 4  | 1 | 0  | 3 | 0  | 6  | 18 | -12  | 3   |
| +005, | Suisse     | 4  | 1 | 0  | 3 | 0  | 6  | 27 | -21  | 3   |

- Qualifié pour les quarts de finale

| Clt   | Équipe   | PJ | V | VP | D | DP | BP | BC | Diff | Pts |
| ----- | -------- | -- | - | -- | - | -- | -- | -- | ---- | --- |
| +001, | Japon    | 4  | 2 | 1  | 0 | 1  | 13 | 7  | +6   | 9   |
| +002, | Tchéquie | 4  | 2 | 0  | 1 | 1  | 10 | 8  | +2   | 7   |
| +003, | Suède    | 4  | 2 | 0  | 2 | 0  | 7  | 8  | -1   | 6   |
| +004, | Chine    | 4  | 1 | 1  | 2 | 0  | 7  | 7  | 0    | 5   |
| +005, | Danemark | 4  | 1 | 0  | 3 | 0  | 7  | 14 | -7   | 3   |

- Qualifié pour les quarts de finale
- Éliminées

### Phase finale
|  | Quarts de finale                          | Quarts de finale                          |                                           |                                           | Demi-finales                              | Demi-finales                              |   |  | Finale                                    | Finale                                    |
|  | Quarts de finale                          | Quarts de finale                          |                                           |                                           | Demi-finales                              | Demi-finales                              |   |  | Finale                                    | Finale                                    |
|  |                                           |                                           |                                           |                                           |                                           |                                           |   |  |                                           |                                           |
|  | 11 février, Palais omnisports de Wukesong | 11 février, Palais omnisports de Wukesong |                                           |                                           | 14 février, Palais omnisports de Wukesong | 14 février, Palais omnisports de Wukesong |   |  | 17 février, Palais omnisports de Wukesong | 17 février, Palais omnisports de Wukesong |
|  | 11 février, Palais omnisports de Wukesong | 11 février, Palais omnisports de Wukesong |                                           |                                           | 14 février, Palais omnisports de Wukesong | 14 février, Palais omnisports de Wukesong |   |  | 17 février, Palais omnisports de Wukesong | 17 février, Palais omnisports de Wukesong |
|  | États-Unis                                | 4                                         |                                           |                                           | 14 février, Palais omnisports de Wukesong | 14 février, Palais omnisports de Wukesong |   |  | 17 février, Palais omnisports de Wukesong | 17 février, Palais omnisports de Wukesong |
|  | États-Unis                                | 4                                         |                                           |                                           | 14 février, Palais omnisports de Wukesong | 14 février, Palais omnisports de Wukesong |   |  | 17 février, Palais omnisports de Wukesong | 17 février, Palais omnisports de Wukesong |
|  | Tchéquie                                  | 1                                         |                                           |                                           | 14 février, Palais omnisports de Wukesong | 14 février, Palais omnisports de Wukesong |   |  | 17 février, Palais omnisports de Wukesong | 17 février, Palais omnisports de Wukesong |
|  | Tchéquie                                  | 1                                         | États-Unis                                | 4                                         |                                           |                                           |   |  | 17 février, Palais omnisports de Wukesong | 17 février, Palais omnisports de Wukesong |
|  | 12 février, Palais omnisports de Wukesong |                                           | États-Unis                                | 4                                         |                                           |                                           |   |  | 17 février, Palais omnisports de Wukesong | 17 février, Palais omnisports de Wukesong |
|  |                                           | Finlande                                  | 1                                         |                                           |                                           |                                           |   |  | 17 février, Palais omnisports de Wukesong | 17 février, Palais omnisports de Wukesong |
|  | Finlande                                  | Finlande                                  | 1                                         | 7                                         |                                           |                                           |   |  | 17 février, Palais omnisports de Wukesong | 17 février, Palais omnisports de Wukesong |
|  | Finlande                                  |                                           |                                           | 7                                         |                                           |                                           |   |  | 17 février, Palais omnisports de Wukesong | 17 février, Palais omnisports de Wukesong |
|  | Japon                                     | 1                                         |                                           |                                           |                                           |                                           |   |  | 17 février, Palais omnisports de Wukesong | 17 février, Palais omnisports de Wukesong |
|  | Japon                                     | 1                                         | Canada                                    | 3                                         |                                           |                                           |   |  |                                           |                                           |
|  | 11 février, Palais omnisports de Wukesong |                                           | Canada                                    | 3                                         |                                           |                                           |   |  |                                           |                                           |
|  |                                           | États-Unis                                | 2                                         |                                           |                                           |                                           |   |  |                                           |                                           |
|  | Canada                                    | États-Unis                                | 2                                         | 11                                        |                                           |                                           |   |  |                                           |                                           |
|  | Canada                                    | 14 février, Palais omnisports de Wukesong |                                           | 11                                        |                                           |                                           |   |  |                                           |                                           |
|  | Suède                                     | 0                                         |                                           |                                           |                                           |                                           |   |  |                                           |                                           |
|  | Suède                                     | 0                                         | Canada                                    | 10                                        |                                           |                                           |   |  |                                           |                                           |
|  | 12 février, Palais omnisports de Wukesong | 12 février, Palais omnisports de Wukesong | Canada                                    | 10                                        | Match pour la 3e place                    | Match pour la 3e place                    |   |  |                                           |                                           |
|  | 12 février, Palais omnisports de Wukesong | 12 février, Palais omnisports de Wukesong |                                           | Suisse                                    | Match pour la 3e place                    | Match pour la 3e place                    | 3 |  |                                           |                                           |
|  | ROC                                       | 2                                         | 16 février, Palais omnisports de Wukesong | 16 février, Palais omnisports de Wukesong |                                           |                                           | 3 |  |                                           |                                           |
|  | ROC                                       | 2                                         | 16 février, Palais omnisports de Wukesong | 16 février, Palais omnisports de Wukesong |                                           |                                           |   |  |                                           |                                           |
|  | Suisse                                    | 4                                         |                                           | Suisse                                    | 0                                         |                                           |   |  |                                           |                                           |
|  | Suisse                                    | 4                                         |                                           | Suisse                                    | 0                                         |                                           |   |  |                                           |                                           |
|  |                                           |                                           |                                           |                                           |                                           |                                           |   |  | Finlande                                  | 4                                         |
|  |                                           |                                           |                                           |                                           |                                           |                                           |   |  | Finlande                                  | 4                                         |

## Tournoi masculin

### Tour préliminaire
Les douze équipes sont réparties en trois groupes de quatre équipes chacun. Les quatre meilleures nations du classement (soit les vainqueurs de chaque groupe, ainsi que le deuxième mieux classé des trois groupes) sont sélectionnées pour les quarts de finale. Les autres équipes jouent leur qualification selon un système de séries éliminatoires .
| Clt   | Équipe     | PJ | V | VP | VF | D | DP | DF | BP | BC | Diff | Pts |
| ----- | ---------- | -- | - | -- | -- | - | -- | -- | -- | -- | ---- | --- |
| +001, | États-Unis | 3  | 3 | 0  | 0  | 0 | 0  | 0  | 15 | 4  | +11  | 9   |
| +002, | Canada     | 3  | 2 | 0  | 0  | 1 | 0  | 0  | 12 | 5  | +7   | 6   |
| +003, | Allemagne  | 3  | 1 | 0  | 0  | 2 | 0  | 0  | 6  | 10 | -4   | 3   |
| +004, | Chine      | 3  | 0 | 0  | 0  | 3 | 0  | 0  | 2  | 16 | -14  | 0   |

- Quarts de finale
- Tour qualificatif

| Clt   | Équipe   | PJ | V | VP | VF | D | DP | DF | BP | BC | Diff | Pts |
| ----- | -------- | -- | - | -- | -- | - | -- | -- | -- | -- | ---- | --- |
| +001, | ROC      | 3  | 2 | 0  | 0  | 0 | 1  | 0  | 8  | 6  | +2   | 7   |
| +002, | Danemark | 3  | 2 | 0  | 0  | 1 | 0  | 0  | 7  | 6  | +1   | 6   |
| +003, | Tchéquie | 3  | 0 | 1  | 1  | 1 | 0  | 0  | 9  | 8  | +1   | 4   |
| +004, | Suisse   | 3  | 0 | 0  | 0  | 2 | 0  | 1  | 4  | 8  | -4   | 1   |

- Quarts de finale
- Tour qualificatif

| Clt   | Équipe    | PJ | V | VP | VF | D | DP | DF | BP | BC | Diff | Pts |
| ----- | --------- | -- | - | -- | -- | - | -- | -- | -- | -- | ---- | --- |
| +001, | Finlande  | 3  | 2 | 1  | 0  | 0 | 0  | 0  | 13 | 6  | +7   | 8   |
| +002, | Suède     | 3  | 2 | 0  | 0  | 0 | 1  | 0  | 10 | 7  | +3   | 7   |
| +003, | Slovaquie | 3  | 1 | 0  | 0  | 2 | 0  | 0  | 8  | 12 | -4   | 3   |
| +004, | Lettonie  | 3  | 0 | 0  | 0  | 3 | 0  | 0  | 5  | 11 | -6   | 0   |

- Quarts de finale
- Tour qualificatif

### Phase finale et matches de classement
|  | Tour qualificatif                      | Tour qualificatif                      |                                        |                                        | Quarts de finale                       | Quarts de finale                       |   |  | Demi-finales                           | Demi-finales                           |  |  | Finale                                 | Finale                                 |
|  | -------------------------------------- | -------------------------------------- | -------------------------------------- | -------------------------------------- | -------------------------------------- | -------------------------------------- | - |  | -------------------------------------- | -------------------------------------- |  |  | -------------------------------------- | -------------------------------------- |
|  |                                        |                                        |                                        |                                        |                                        |                                        |   |  |                                        |                                        |  |  |                                        |                                        |
|  |                                        |                                        |                                        |                                        | 16 février, Palais national omnisports | 16 février, Palais national omnisports |   |  | 18 février, Palais national omnisports | 18 février, Palais national omnisports |  |  | 20 février, Palais national omnisports | 20 février, Palais national omnisports |
|  |                                        |                                        |                                        |                                        | 16 février, Palais national omnisports | 16 février, Palais national omnisports |   |  | 18 février, Palais national omnisports | 18 février, Palais national omnisports |  |  | 20 février, Palais national omnisports | 20 février, Palais national omnisports |
|  |                                        |                                        |                                        |                                        | 16 février, Palais national omnisports | 16 février, Palais national omnisports |   |  | 18 février, Palais national omnisports | 18 février, Palais national omnisports |  |  | 20 février, Palais national omnisports | 20 février, Palais national omnisports |
|  |                                        |                                        |                                        |                                        | 16 février, Palais national omnisports | 16 février, Palais national omnisports |   |  | 18 février, Palais national omnisports | 18 février, Palais national omnisports |  |  | 20 février, Palais national omnisports | 20 février, Palais national omnisports |
|  |                                        |                                        |                                        |                                        | 16 février, Palais national omnisports | 16 février, Palais national omnisports |   |  | 18 février, Palais national omnisports | 18 février, Palais national omnisports |  |  | 20 février, Palais national omnisports | 20 février, Palais national omnisports |
|  |                                        | États-Unis                             | 2                                      |                                        |                                        |                                        |   |  | 18 février, Palais national omnisports | 18 février, Palais national omnisports |  |  | 20 février, Palais national omnisports | 20 février, Palais national omnisports |
|  | 15 février, Palais national omnisports | États-Unis                             | 2                                      |                                        |                                        |                                        |   |  | 18 février, Palais national omnisports | 18 février, Palais national omnisports |  |  | 20 février, Palais national omnisports | 20 février, Palais national omnisports |
|  |                                        | Slovaquie                              | 3                                      |                                        |                                        |                                        |   |  | 18 février, Palais national omnisports | 18 février, Palais national omnisports |  |  | 20 février, Palais national omnisports | 20 février, Palais national omnisports |
|  | Slovaquie                              | Slovaquie                              | 3                                      | 4                                      |                                        |                                        |   |  | 18 février, Palais national omnisports | 18 février, Palais national omnisports |  |  | 20 février, Palais national omnisports | 20 février, Palais national omnisports |
|  | Slovaquie                              | 16 février, Palais national omnisports |                                        | 4                                      |                                        |                                        |   |  | 18 février, Palais national omnisports | 18 février, Palais national omnisports |  |  | 20 février, Palais national omnisports | 20 février, Palais national omnisports |
|  | Allemagne                              | 0                                      |                                        |                                        |                                        |                                        |   |  | 18 février, Palais national omnisports | 18 février, Palais national omnisports |  |  | 20 février, Palais national omnisports | 20 février, Palais national omnisports |
|  | Allemagne                              | 0                                      |                                        | Finlande                               | 2                                      |                                        |   |  |                                        |                                        |  |  | 20 février, Palais national omnisports | 20 février, Palais national omnisports |
|  |                                        |                                        |                                        | Finlande                               | 2                                      |                                        |   |  |                                        |                                        |  |  | 20 février, Palais national omnisports | 20 février, Palais national omnisports |
|  |                                        |                                        | Slovaquie                              | 0                                      |                                        |                                        |   |  |                                        |                                        |  |  | 20 février, Palais national omnisports | 20 février, Palais national omnisports |
|  |                                        |                                        | Slovaquie                              | 0                                      |                                        |                                        |   |  |                                        |                                        |  |  | 20 février, Palais national omnisports | 20 février, Palais national omnisports |
|  | 18 février, Palais national omnisports |                                        |                                        |                                        |                                        |                                        |   |  |                                        |                                        |  |  | 20 février, Palais national omnisports | 20 février, Palais national omnisports |
|  |                                        |                                        |                                        |                                        |                                        |                                        |   |  |                                        |                                        |  |  | 20 février, Palais national omnisports | 20 février, Palais national omnisports |
|  |                                        | Finlande                               | 5                                      |                                        |                                        |                                        |   |  |                                        |                                        |  |  | 20 février, Palais national omnisports | 20 février, Palais national omnisports |
|  | 15 février, Palais national omnisports | Finlande                               | 5                                      |                                        |                                        |                                        |   |  |                                        |                                        |  |  | 20 février, Palais national omnisports | 20 février, Palais national omnisports |
|  |                                        | Suisse                                 | 1                                      |                                        |                                        |                                        |   |  |                                        |                                        |  |  | 20 février, Palais national omnisports | 20 février, Palais national omnisports |
|  | Tchéquie                               | Suisse                                 | 1                                      | 2                                      |                                        |                                        |   |  |                                        |                                        |  |  | 20 février, Palais national omnisports | 20 février, Palais national omnisports |
|  | Tchéquie                               | 16 février, Centre sportif de Wukesong |                                        | 2                                      |                                        |                                        |   |  |                                        |                                        |  |  | 20 février, Palais national omnisports | 20 février, Palais national omnisports |
|  | Suisse                                 | 4                                      |                                        |                                        |                                        |                                        |   |  |                                        |                                        |  |  | 20 février, Palais national omnisports | 20 février, Palais national omnisports |
|  | Suisse                                 | 4                                      |                                        | Finlande                               | 2                                      |                                        |   |  |                                        |                                        |  |  |                                        |                                        |
|  |                                        |                                        |                                        | Finlande                               | 2                                      |                                        |   |  |                                        |                                        |  |  |                                        |                                        |
|  |                                        | ROC                                    | 1                                      |                                        |                                        |                                        |   |  |                                        |                                        |  |  |                                        |                                        |
|  |                                        | ROC                                    | 1                                      |                                        |                                        |                                        |   |  |                                        |                                        |  |  |                                        |                                        |
|  |                                        |                                        |                                        |                                        |                                        |                                        |   |  |                                        |                                        |  |  |                                        |                                        |
|  |                                        |                                        |                                        |                                        |                                        |                                        |   |  |                                        |                                        |  |  |                                        |                                        |
|  | ROC                                    | 3                                      |                                        |                                        |                                        |                                        |   |  |                                        |                                        |  |  |                                        |                                        |
|  | ROC                                    | 3                                      | 15 février, Centre sportif de Wukesong |                                        |                                        |                                        |   |  |                                        |                                        |  |  |                                        |                                        |
|  |                                        | Danemark                               | 1                                      |                                        |                                        |                                        |   |  |                                        |                                        |  |  |                                        |                                        |
|  | Danemark                               | Danemark                               | 1                                      | 3                                      |                                        |                                        |   |  |                                        |                                        |  |  |                                        |                                        |
|  | Danemark                               | 16 février, Palais national omnisports |                                        | 3                                      |                                        |                                        |   |  |                                        |                                        |  |  |                                        |                                        |
|  | Lettonie                               | 2                                      |                                        |                                        |                                        |                                        |   |  |                                        |                                        |  |  |                                        |                                        |
|  | Lettonie                               | 2                                      |                                        | ROC                                    | 2 F                                    |                                        |   |  |                                        |                                        |  |  |                                        |                                        |
|  |                                        |                                        |                                        | ROC                                    | 2 F                                    |                                        |   |  |                                        |                                        |  |  |                                        |                                        |
|  |                                        | Suède                                  | 1                                      |                                        |                                        |                                        |   |  |                                        |                                        |  |  |                                        |                                        |
|  |                                        | Suède                                  | 1                                      |                                        |                                        |                                        |   |  |                                        |                                        |  |  |                                        |                                        |
|  |                                        |                                        |                                        |                                        |                                        |                                        |   |  |                                        |                                        |  |  |                                        |                                        |
|  |                                        |                                        | Match pour la 3eplace                  |                                        |                                        |                                        |   |  |                                        |                                        |  |  |                                        |                                        |
|  | Suède                                  | 2                                      |                                        |                                        |                                        |                                        |   |  |                                        |                                        |  |  |                                        |                                        |
|  | Suède                                  | 2                                      | 15 février, Palais national omnisports | 15 février, Palais national omnisports | 19 février, Palais national omnisports | 19 février, Palais national omnisports |   |  |                                        |                                        |  |  |                                        |                                        |
|  |                                        | Canada                                 | 15 février, Palais national omnisports | 15 février, Palais national omnisports | 19 février, Palais national omnisports | 19 février, Palais national omnisports | 0 |  |                                        |                                        |  |  |                                        |                                        |
|  | Canada                                 | Canada                                 | 7                                      | Slovaquie                              | 4                                      |                                        | 0 |  |                                        |                                        |  |  |                                        |                                        |
|  | Canada                                 |                                        |                                        |                                        | 4                                      |                                        |   |  |                                        |                                        |  |  |                                        |                                        |
|  | Chine                                  | 2                                      |                                        |                                        | Suède                                  | 0                                      |   |  |                                        |                                        |  |  |                                        |                                        |
|  | Chine                                  | 2                                      |                                        |                                        | Suède                                  | 0                                      |   |  |                                        |                                        |  |  |                                        |                                        |

## Classements finaux
Les classements finaux des compétitions féminine et masculine sont les suivants :
| Place                               | Équipe     |
| ----------------------------------- | ---------- |
| Médaille d'or, Jeux olympiques      | Canada     |
| Médaille d'argent, Jeux olympiques  | États-Unis |
| Médaille de bronze, Jeux olympiques | Finlande   |
| 4                                   | Suisse     |
| 5                                   | ROC        |
| 6                                   | Japon      |
| 7                                   | Tchéquie   |
| 8                                   | Suède      |
| 9                                   | Chine      |
| 10                                  | Danemark   |

| Place                               | Équipe     |
| ----------------------------------- | ---------- |
| Médaille d'or, Jeux olympiques      | Finlande   |
| Médaille d'argent, Jeux olympiques  | ROC        |
| Médaille de bronze, Jeux olympiques | Slovaquie  |
| 4                                   | Suède      |
| 5                                   | États-Unis |
| 6                                   | Canada     |
| 7                                   | Danemark   |
| 8                                   | Suisse     |
| 9                                   | Tchéquie   |
| 10                                  | Allemagne  |
| 11                                  | Lettonie   |
| 12                                  | Chine      |

## Effectifs sacrés champions olympiques
| Épreuves         | Or | Argent | Bronze |
| ---------------- | --- | --- | --- |
| Tournoi féminin  | Canada Erin Ambrose Ashton Bell Kristen Campbell Emily Clark Mélodie Daoust Ann-Renée Desbiens Renata Fast Sarah Fillier Brianne Jenner Rebecca Johnston Jocelyne Larocque Emma Maltais Emerance Maschmeyer Sarah Nurse Marie-Philip Poulin Jamie Lee Rattray Jillian Saulnier Ella Shelton Natalie Spooner Laura Stacey Claire Thompson Blayre Turnbull Micah Zandee-Hart                       | États-Unis Cayla Barnes Megan Bozek Hannah Brandt Danielle Cameranesi Alexandra Carpenter Alexandria Cavallini Jesse Compher Kendall Coyne Schofield Brianna Decker Jincy Dunne Savannah Harmon Caroline Harvey Nicole Hensley Megan Keller Amanda Kessel Hilary Knight Abbey Murphy Kelly Pannek Madeline Rooney Abby Roque Hayley Scamurra Lee Stecklein Grace Zumwinkle                                                                         | Finlande Eveliina Mäkinen Sini Karjalainen Jenni Hiirikoski Sanni Rantala Ella Viitasuo Nelli Laitinen Elisa Holopainen Sanni Vanhanen Minnamari Tuominen Petra Nieminen Meeri Räisänen Sanni Hakala Viivi Vainikka Julia Liikala Jenniina Nylund Emilia Vesa Michelle Karvinen Sofianna Sundelin Anni Keisala Noora Tulus Tanja Niskanen Susanna Tapani Ronja Savolainen      |
| Tournoi masculin | Finlande Miro Aaltonen Marko Anttila Hannes Björninen Valtteri Filppula Niklas Friman Markus Granlund Teemu Hartikainen Juuso Hietanen Valtteri Kemiläinen Leonid Komarov Mikko Lehtonen Petteri Lindbohm Saku Mäenalanen Sakari Manninen Joonas Nättinen Atte Ohtamaa Niko Ojamäki Juho Olkinuora Iiro Pakarinen Harri Pesonen Ville Pokka Toni Rajala Harri Säteri Frans Tuohimaa Sami Vatanen | ROC Sergueï Andronov Timour Bilialov Andreï Tchibissov Ivan Fedotov Stanislav Galiev Mikhaïl Grigorenko Arseni Gritsiouk Nikita Goussev Pavel Karnaoukhov Artour Kaïoumov Artiom Minouline Nikita Nesterov Aleksandr Nikichine Sergueï Plotnikov Aleksandr Samonov Kirill Semionov Damir Charipzianov Vadim Chipatchiov Anton Slepychev Sergueï Teleguine Vladimir Tkatchiov Dmitri Voronkov Viatcheslav Voïnov Iegor Iakovlev Aleksandr Ielessine | Slovaquie Branislav Konrád Patrik Rybár Matej Tomek Samuel Kňažko Michal Čajkovský Peter Čerešňák Martin Gernát Mislav Rosandić Šimon Nemec Martin Marinčin Marek Ďaloga Samuel Takáč Peter Cehlárik Marko Daňo Adrián Holešinský Marek Hrivík Libor Hudáček Michal Krištof Miloš Roman Miloš Kelemen Juraj Slafkovský Kristián Pospíšil Pavol Regenda Tomáš Jurčo Peter Zuzin |